# Municipio de New Albany (Iowa)
El municipio de New Albany (en inglés: New Albany Township) es un municipio ubicado en el condado de Story en el estado estadounidense de Iowa. En el año 2010 tenía una población de 1177 habitantes y una densidad poblacional de 13,1 personas por km².

## Geografía
El municipio de New Albany se encuentra ubicado en las coordenadas 41°59′13″N 93°16′45″O / 41.98694, -93.27917. Según la Oficina del Censo de los Estados Unidos, el municipio tiene una superficie total de 89.83 km², de la cual 89,71 km² corresponden a tierra firme y (0,13 %) 0,12 km² es agua.

## Demografía
Según el censo de 2010, había 1177 personas residiendo en el municipio de New Albany. La densidad de población era de 13,1 hab./km². De los 1177 habitantes, el municipio de New Albany estaba compuesto por el 98,81 % blancos, el 0,25 % eran afroamericanos, el 0,17 % eran amerindios, el 0,25 % eran de otras razas y el 0,51 % eran de una mezcla de razas. Del total de la población el 1,27 % eran hispanos o latinos de cualquier raza.